# السحيل (ساة)
'

تعديل مصدري - تعديل

السحيل هي إحدى قرى عزلة ساه بمديرية ساة التابعة لمحافظة حضرموت، بلغ تعداد سكانها 45 نسمة حسب تعداد اليمن لعام 2004.